# Brouwhuissche Heide
De Brouwhuissche Heide (ook Brouwhuise Heide, Bikkelse Heide of Vlierdense Bossen genaamd) is een op dekzand en deels op stuifzand geplant grovedennenbos van 390 hectare in de Nederlandse gemeente Deurne.
Eigenaar van het bos is de gemeente Deurne. Het bos ligt tussen Brouwhuis en Vlierden. Het bos maakt deel uit een groot aantal bosgebieden die de stad Helmond omringen. Ten noorden van dit gebied liggen het Zandbos en de Bakelse bossen; ten zuiden ervan liggen de Hoeven met het dal van de Astense Aa, de Oostappense Heide en de Dennendijkse bossen.

## De Bikkels

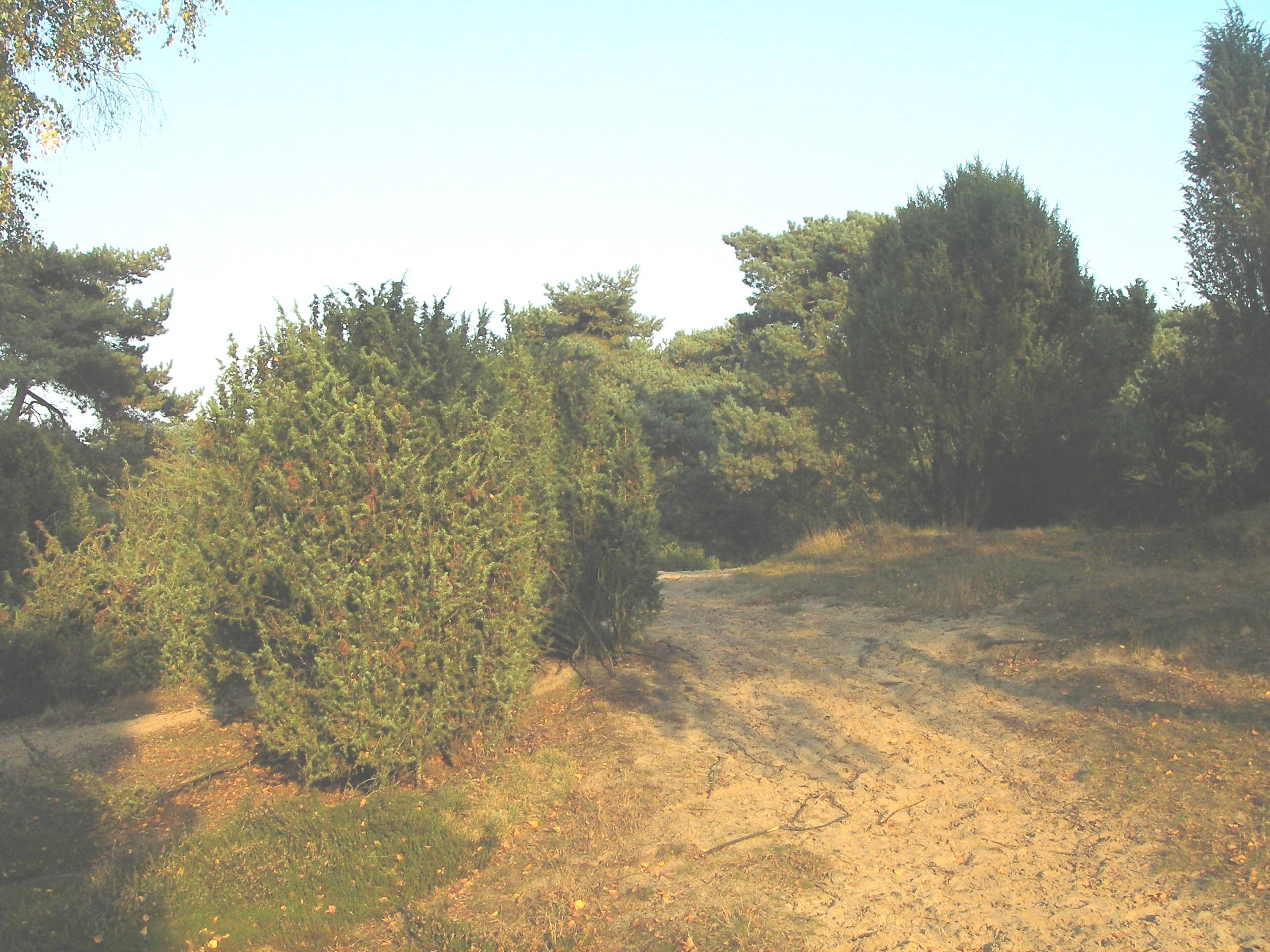
Jeneverbessen in 'de Bikkels'

Niet ver van Vlierden ligt een circa 5 hectare groot heideveld met stuifzandduinen, bekend als de Bikkels. Dit gebied is voor een deel begroeid met vele struiken en een dicht jeneverbesstruweel. Deze zeldzaamheid trekt veel wandelaars. Ook de zandhagedis wordt hier aangetroffen. De sperwer, boomvalk, houtsnip en zwarte specht behoren tot de broedvogels.
De kale stuifzandduinen met de grillig gevormde jeneverbessen gaven bij maanlicht aanleiding tot fantasieën over heksen en spoken. Vandaar de volksnaam Tutjesberg: een "tutje" is een oud wijf of heks.
Ook elders in de Brouwhuisse heide komt een beperkt aantal jeneverbesstruiken voor, zij het dat die vaak te lijden hebben van de schaduw van omringende dennenbomen. Er is een actief stuifzandcomplex nabij Helmond-Brouwhuis genaamd de Zwaanse Bergen.